# Friedrich von Tersch
Friedrich von Tersch (30. března 1836 Šumperk – 14. prosince 1915 Šumperk) byl rakouský politik německé národnosti z Moravy; poslanec Moravského zemského sněmu a dlouholetý starosta Šumperka.

## Biografie
Pocházel z významného rodu Terschů z Šumperka, v regionu severní Moravy usazeného od 30. let 18. století (předtím v Rakousku). Franz Xaver Tersch (1764–1819) podnikal v tabákovém průmyslu, později v obchodě s plátnem. Zřídil nákladnický textilní podnik, do kterého byly zapojeny stovky lidí. V roce 1802 zakoupil panství Chudobín a v roce 1806 byl povýšen do rytířského stavu. V další generaci rodinu reprezentovali synové Franze Xavera, starší Anton von Tersch a mladší Franz von Tersch (1801–1884). Anton vlastnil zámek v Chudobíně, který nechal roku 1847 rozšířit. Franz od roku 1841 vedl šumperskou soukromou poštu a později i poštovní přepřahovací stanici. Rozšířil otcův statek v Šumperku a od roku 1857 prováděl rekonstrukci zámku v Třemešku. Anton zemřel bez potomků, Franz měl syna Friedricha a Emila von Tersche (1834–1923), který byl stejně jako Friedrich politicky aktivní, byl poslancem Moravského zemského sněmu i vídeňské Říšské rady.
Friedrich v mládí prodělal vojenskou službu a během tažení do Itálie byl důstojníkem u 54. pěšího regimentu. Dosáhl hodnosti nadporučíka. Navzdory rodinné tradici se následně výrazněji nezabýval podnikáním. Byl zejména činný politicky a veřejně. Od roku 1876 zasedal v obecním výboru od roku 1879 v obecní radě a od 6. prosince 1882 až do roku 1907 byl starostou Šumperka. Byl mu udělen Řád Františka Josefa, podle některých zdrojů roku 1894, v jiných uváděn rok 1904. Do jeho dlouhého působení ve funkci starosty města spadá výstavba městské nemocnice, lázní, gymnázia, měšťanské školy Františka Josefa, odborné tkalcovské školy, mateřské školy a kasáren. Za jeho éry také proběhlo zavedení telefonní sítě a vznikl Schillerův park. Město Šumperk mu roku 1906 udělilo čestné občanství.
Friedrich měl s manželkou Annou dva syny a dceru. Syn Fritz von Tersch byl majorem u dělostřelectva, další syn Guido von Tersch byl radou ve vedení Severní dráhy císaře Ferdinanda.
V 70. letech se zapojil i do vysoké politiky. V zemských volbách v roce 1878 byl zvolen poslancem Moravského zemského sněmu, za kurii městskou, obvod Šumperk, Staré Město, Zábřeh, Šilperk. Mandát zde obhájil i v zemských volbách v roce 1884, zemských volbách v roce 1890, zemských volbách v roce 1896 a zemských volbách v roce 1902. V roce 1878 se uvádí jako kandidát tzv. Ústavní strany, liberálně a centralisticky orientované. Ve volbách tehdy po hořkém volebním boji porazil relativně nevelkým rozdílem jiného ústavověrného kandidáta.
Zemřel náhle na mrtvici v prosinci 1915.